# Epitola ghesquierei
Epitola ghesquierei är en fjärilsart som beskrevs av Roche 1954. Epitola ghesquierei ingår i släktet Epitola och familjen juvelvingar. Inga underarter finns listade i Catalogue of Life.